# 26334 Melimcdowell
26334 Melimcdowell è un asteroide della fascia principale. Scoperto nel 1998, presenta un'orbita caratterizzata da un semiasse maggiore pari a 2,9249468 UA e da un'eccentricità di 0,0696375, inclinata di 3,08038° rispetto all'eclittica.